# 张伦硕
张伦硕（1982年7月12日—），男，中國演員、歌手、模特。毕业于南京艺术学院电影电视艺术系。2007年参加安徽卫视《超级新秀》比赛获得全国总冠军，从而出道至今。2016年11月7日，張倫碩和鍾麗緹在临沂结為夫婦。

## 主要经历
- 2000年，毕业于山东省临沂市第二中学，同年考入南京艺术学院电影电视艺术系表演专业本科班（2004年毕业）
- 2007年，获得安徽卫视《“真维纳斯”超级新秀》全国总冠军[2][3][4]，从而出道，同年发行单曲《高速忧伤》；
- 2008年，获得《国际先生（Mister International 2008）》总决赛季军[5]；
- 2010年，获得浙江卫视《非同凡响》总决赛亚军[6][7]；
- 2011年，获得品牌传播大会-传播新锐奖、“中国音乐歌曲排行榜”最佳新人奖；
- 2012年至今，在影视作品《远得要命的爱情》[8]、《我家有个赵大咪》[9]等中扮演主要角色。

## 個人生活
- 2015年，因拍攝《如果愛 (電視節目)》認識香港女演員鍾麗緹，並開始熱戀。

- 2016年，6月5日向鍾麗緹求婚成功，並於同年11月8日完婚。

## 影视作品

### 电视剧
| 首播年份 | 剧名               | 角色   | 备注   |
| 2011年   | 《美乐加油》       | 何言劭 |        |
| 2011年   | 《命运交响曲》     | 赵天佑 |        |
| 2012年   | 《姐姐立正向前走》 | 亨利   |        |
| 2013年   | 《我家有个赵大咪》 | 高伦硕 |        |
| 2014年   | 《格子间女人》     |        |        |
| 2015年   | 《我的美女老师》   | 秦朝   | 网络剧 |
| 2016年   | 《远得要命的爱情》 | 李泰迪 |        |
| 2017年   | 《通天狄仁杰》     | 萧朝天 |        |

### 电影
| 上映年份 | 电影名                 | 角色   |
| 2004年   | 《渔人码头》           |        |
| 2006年   | 《激情年代》           |        |
| 2010年   | 《中国红 》            |        |
| 2013年   | 《夜幕惊魂 》          | 伦梭   |
| 2015年   | 《诡打墙 》            |        |
| 2016年   | 《神笔马娘》(網絡電影) | 路易斯 |
| 2024年   | 《回家的你》           |        |

### 综艺节目
- 浙江卫视《非同凡响》、《中国星跳跃》、《舞动好声音》、《中国梦想秀》、《2010风尚盛典》、《麦霸英雄汇》、《我爱记歌词》
- 湖南卫视《快乐大本营》、《锋尚之王》、《百变大咖秀》
- 江苏卫视《幸福晚点名》
- 东南卫视《厨类拔萃》、《朋友就应该这样》
- 湖北卫视《我爱我的中国》、《包公来了》
- 广西卫视《挑战名人墙》
- 北京卫视《最佳现场》
- 山东卫视《歌声传奇》
- 青海卫视《时尚家居》
- 深圳卫视《男左女右》、《年代秀》
- CCTV-15《星光璀璨 2013国际情歌大汇》、《星光璀璨新民歌演唱会》
- 2015年 湖北衛視《如果愛第二季》
- 2016年 湖北衛視《如果愛第三季》
- 2016年 芒果TV《爸爸去哪兒》第四季
- 2019年 芒果TV《我最爱的女人们》

## 音乐作品

### 单曲
| 年份   | 歌曲名称                | 备注                         |
| ------ | ----------------------- | ---------------------------- |
| 2005年 | 《回家路》              |                              |
| 2007年 | 《高速忧伤》            |                              |
| 2011年 | 《新好男人》            |                              |
| 2011年 | 《thing of you》        |                              |
| 2011年 | 《爱的交响》            | 电视剧《命运交响曲》插曲     |
| 2012年 | 《电话控》              |                              |
| 2012年 | 《解答》                |                              |
| 2013年 | 《你是我心内的一首歌 》 |                              |
| 2013年 | 《沦陷》                | 电视剧《我家有个赵大咪》插曲 |
| 2016年 | 《Honey Honey 》        |                              |

### MV
- 2005年，张伦硕《回家路》
- 2008年，李小璐《爱的无可救药》MV男主角
- 2011年，张伦硕《新好男人》
- 2012年，张伦硕《电话控》